# Chazaliella ramisulca
Chazaliella ramisulca là một loài thực vật có hoa trong họ Thiến thảo. Loài này được Verdc. mô tả khoa học đầu tiên năm 1977.